# NGC 1097
NGC 1097 (nota anche come C 67) è una galassia a spirale barrata distante circa 45 milioni di anni luce, osservabile nella costellazione della Fornace. Prima del 2006, sono state osservate in NGC 1097 tre supernove (SN 1992bd, SN 1999eu e SN 2003B).
NGC 1097 è anche una galassia di Seyfert, con delle strutture simili a "jet" uscenti dal nucleo. Si è poi dimostrato che tali strutture sono in effetti composti da stelle, si tratta dunque di code mareali. Come molte galassie, NGC 1097 ha un buco nero supermassiccio al suo centro; attorno ad esso si trova un anello di regioni di formazione stellare con dei gas e polvere che cadono a spirale verso il buco nero.

Catturata con lo strumento MUSE sul Very Large Telescope (VLT) dell'ESO, si evidenziano gas e detriti della galassia che vengono incanalati nel buco nero supermassiccio al suo centro. Il diametro esterno dell'anello è di circa 5000 al.

NGC 1097 ha anche due galassie satelliti. NGC 1097 A è la più grande delle due: è una galassia ellittica che orbita a circa 42.000 anni luce dal centro di NGC 1097; NGC 1097 B è invece la più lontana, e non si conosce molto di essa.